# Mirko Rakuš
Mirko Rakuš, slovenski kolesar, * 1955, Velenje.
Rakuš je največji uspeh v karieri dosegel v letih 1976 in 1977 z osvojitvijo dveh zaporednih naslovov jugoslovanskega državnega prvaka na cestni dirki, ob tem je bil tudi ekipni državni prvak in večkratni jugoslovanski reprezentant. Leta 2006 je bil soustanovitelj Kolesarskega kluba Gorenjska in od tedaj tudi njegov predsednik.